# Grunderna i Linux
Grunderna i Linux (ISBN 9789144020600) är en IT-bok skriven av David Elboth. Boken publicerades första gången 2002. Boken är en introduktion till hur man installerar och konfigurerar Linux. De lösningar som granskas är baserade på fri programvara (Open Source). Boken är inte bara en introduktion till Linux, utan tar också upp hur näringslivet kan spara pengar genom att gå över till Linux och fri programvara (Öppen källkod).